# 1877 a tudományban
Az 1877. év a tudományban és a technikában.

## Technika
- november – Thomas Edison bemutatja találmányát, a fonográfot

## Születések
- február 28. – Henri Breuil francia archeológus († 1961)
- június 4. – Heinrich Otto Wieland német kémikus († 1957)
- június 27. – Charles Glover Barkla Nobel-díjas angol fizikus († 1944)
- szeptember 1. – Francis William Aston kémiai Nobel-díjas angol fizikus, a tömegspektrográf megalkotója († 1945)
- szeptember 2. –Frederick Soddy kémiai Nobel-díjas brit kémikus. Ő vezette be az izotópia fogalmát a radioaktivitással kapcsolatban († 1956)
- október 25. – Henry Russell amerikai csillagász († 1957)

## Halálozások
- január 24. – Johann Christian Poggendorff német fizikus, kémikus (* 1796)
- március 24. – Preysz Móric magyar kémikus (* 1829)
- március 29. – Alexander Braun német botanikus, aki főként a növények természetes rendszertanának fejlesztésével és alaktani vizsgálatokkal foglalkozott (* 1805)
- szeptember 17. – William Henry Fox Talbot brit utazó, matematikus, botanikus, nyelvész, asszirológus, régész, a talbotípia (kalotípia) néven ismert fotóeljárás kifejlesztője (* 1800)
- szeptember 23. – Urbain Le Verrier francia matematikus, aki az égi mechanikára specializálódott (* 1811)
- szeptember 26. – Hermann Günther Grassmann német matematikus, algebrista, filológus, nyelvész. Főként a vektorfogalom általánosítása fűződik a nevéhez (* 1809)